# Julije Nepot
Julije Nepot (lat. Iulius Nepotus), (?, oko 430. - Salona, 9. svibnja 480.), bio je zadnji priznati Rimski Car Zapadnog Rimskog Carstva 474. – 475./480.

## Vanjske poveznice
- Nepot, Julije Hrvatska enciklopedija (hrv.)
- Nepot, Julije Proleksis enciklopedija (hrv.)
- Posavec, V. Julije Nepot – posljednji car Zapadnog Rimskog Carstva  Arhivirana inačica izvorne stranice od 21. kolovoza 2014. (Wayback Machine), Hrvatski povijesni portal, 18.2.2008.

| Prethodnik: | Rimski carevi (474. – 480.) | Nasljednik:    |
| Glicerije   | Rimski carevi (474. – 480.) | Romul Augustul |